# Roberto Cicala
Roberto Cicala (Novara, 28 marzo 1963) è un editore, critico letterario e filologo italiano. Fondatore e direttore editoriale di Interlinea edizioni, insegna presso l'Università Cattolica a Milano e l'Università degli Studi di Pavia, è presidente del Centro novarese di studi letterari, scrive di libri e letteratura su riviste e quotidiani come "La Repubblica" e "Avvenire". Fa parte del comitato di direzione di "Nuova informazione bibliografica" edita da il Mulino ed è impegnato nel volontariato culturale.

## Biografia

### Formazione e lavoro editoriale
È un editore specializzato in poesia, critica letteraria e filologia italiana, materia in cui si è laureato all' Università Cattolica del Sacro Cuore.  Ha collaborato al Grande dizionario Gabrielli della lingua italiana di Mondadori, a progetti dell'Istituto Geografico De Agostini e con l'editore di poesia e arte Vanni Scheiwiller, prima di fondare la casa editrice indipendente Interlinea con Carlo Robiglio pubblicando libri a partire dal 1992. Tra le collane di Interlinea che dirige (nei primi anni con la consulenza di Maria Corti, Carlo Dionisotti, Luciano Erba, Sebastiano Vassalli e altri) si segnalano "Natívitas" sul Natale e "Lyra" di poesia. Per l'attività di Interlinea ha ottenuto il Premio della Cultura della Presidenza del Consiglio nel 2006 e il Premio Nazionale di Traduzione del Ministero per i beni e le attività culturali e per il turismo nel 2017. 
Nell'ambito dell'editoria digitale e multimediale ha curato nel 1998 una delle prime trasposizioni interattive della Divina Commedia per l'editrice La Scuola e segue progetti di formazione a distanza in e-learning come consulente alla direzione editoriale del Centro europeo di formazione. Si occupa anche di editoria per ragazzi, seguendo il progetto Nati per leggere, attraverso la collana "Le rane" inaugurata da un testo di Gianni Rodari e tuttora stampata su carta ecologica ricavata dalle alghe della laguna di Venezia. 
Dirige anche le collane "Quaderni del Laboratorio di editoria" dell'Università Cattolica del Sacro Cuore (edizioni Educatt) e "Libri di libri. Quaderni del master in editoria" (Edizioni Santa Caterina).
Una parte dell’impegno è dedicata alla formazione universitaria nel campo dell’editoria letteraria, con la prima cattedra italiana di Editoria libraria e multimediale (Università Cattolica, Milano) e l’insegnamento al master in editoria dell'Università di Pavia-Collegio universitario Santa Caterina da Siena, con raccolte di studi, un prontuario di norme redazionali (La cura del testo in redazione), il manuale I meccanismi dell'editoria e il blog "Editoria & letteratura" frutto di ricerche e tesi di studenti e laureati.

### Settori di studio
Gli interessi principali riguardano: la poesia (in particolare con studi su Clemente Rebora e pubblicazioni filologiche di inediti), l'editoria (con l'attività del Laboratorio di editoria dell'Università Cattolica e la cura di volumi di studio sulle carte d'archivio di case editrici come Mondadori ed Einaudi), la bibliografia (con ricerche e mostre in varie sedi italiane ed estere). Egli pone attenzione anche alla geografia letteraria. Ha svolto ricerche tra bibliografia ed editoria dedicate a figure di autori contemporanei come Mario Soldati, Gianni Rodari e Sebastiano Vassalli. Ha curato diverse antologie (con Luciano Erba Natale in poesia più volte ristampata).

### Altre attività
Cicala promuove la promozione della lettura e la valorizzazione del patrimonio letterario del territorio in cui vive, Novara, attraverso il Centro Novarese di Studi Letterari con iniziative come i “Giovedì letterari in biblioteca”, una biblioteca di geografia letteraria e un archivio letterario presso la Biblioteca Civica Negroni di Novara. Dirige il festival internazionale Scrittori&giovani di Novara e il festival internazionale di Poesia civile di Vercelli, con attività di promozione culturale anche presso fasce socialmente più deboli, in ospedale e in carcere.

## Opere principali

### Monografie
- Il giovane Rebora tra scuola e poesia. «Professoruccio filantropo» a Milano e Novara. 1910-1915, introduzione di Marziano Guglielminetti, ASDN, Novara 1992 (“Studi novaresi”, 8) [Premio di critica letteraria “Sacra di San Michele” 1993]; nuova edizione: Interlinea, Novara 2004 (“Studi storici”, 36).
- I libri di Carlo Dionisotti, introduzione di Maria Corti, All'insegna del pesce d'oro, Milano 1998 [con Valerio Rossi] (“Bibliografia del Novecento”, 7).
- 100 anni di editoria. Storia dell'Istituto Geografico De Agostini 1901-2001, presentazione di Marco Drago, iconografia a cura di Paolo Boroli, Istituto Geografico De Agostini, Novara 2001 [estratto]; nuova edizione: ISU-Università Cattolica, Milano 2004 (“Quaderni del Laboratorio di editoria”, 1).
- Bibliografia reboriana, presentazione di Marziano Guglielminetti, Olschki, Firenze 2002 [con Valerio Rossi] (“Biblioteconomia e bibliografia”, 29).
- Inchiostri indelebili. Itinerari di carta tra bibliografie, archivi ed editoria. 25 anni di scritti (1986-2011), Educatt, Milano 2012 (“Quaderni del Laboratorio di editoria”, 14).
- I meccanismi dell'editoria. Il mondo dei libri dall'autore al lettore, Il Mulino, Bologna 2021 ("Itinerari"): scheda libro.
- Da eterna poesia. Un poeta sulle orme di Dante: Clemente Rebora, presentazione di Alberto Casadei. Il Mulino, Bologna 2021 ("Percorsi. Critica letteraria"): scheda libro.
- Andare per i luoghi dell'editoria, Il Mulino, Bologna 2024 ("Ritrovare l'Italia"): scheda libro

### Opere curate
- Giovanni di Lodi, Vita di san Pier Damiani, traduzione e introduzione a cura di Roberto Cicala e Valerio Rossi, Città Nuova, Roma 1993 (“Spiritualità nei secoli”, 49); nuova edizione aggiornata: Interlinea, Novara 2012 (“Passio”, 48).
- Carlo Dionisotti, Chierici e laici, con una lettera di Delio Cantimori, a cura di Roberto Cicala, Interlinea edizioni, Novara 1995 (“Alia”, 2).
- Clemente Rebora, Curriculum vitae, edizione commentata con autografi inediti, a cura di Roberto Cicala e Gianni Mussini, con un saggio di Carlo Carena, Interlinea edizioni, Novara 2001 (“Lyra”, 1).
- Rodari, le storie tradotte, con un ricordo di Roberto Cerati, presentazione di Pino Boero, a cura di Pino Boero, Lino Cerutti e Roberto Cicala, Interlinea edizioni, Novara 2002 (“Biblioteca del Centro Novarese di Studi Letterari”,32).
- La chimera. Storia e fortuna del romanzo di Sebastiano Vassalli, con testi di Gian Luigi Beccaria, Carlo Bo, Maria Corti, un inedito di Umberto Bellintani e appendice di Sebastiano Vassalli, a cura di Roberto Cicala e Giovanni Tesio, Centro Novarese di Studi Letterari-Interlinea edizioni, Novara 2003 (“Biblioteca del Centro Novarese di Studi Letterari”, 31).
- Libri e scrittori da collezione. Casi editoriali in un secolo di Mondadori, a cura di Roberto Cicala e Maria Villano, presentazione di Gian Carlo Ferretti, ISU-Università Cattolica, Milano 2007 (“Quaderni del Laboratorio di editoria”, 4).
- Libri e scrittori di via Biancamano. Casi editoriali in 75 anni di Einaudi, con illustrazioni e documenti, a cura di Roberto Cicala e Velania La Mendola, presentazione di Carlo Carena, Educatt, Milano 2009 (“Quaderni del Laboratorio di editoria”, 9).
- Carlo Dionisotti, Giulio Einaudi, «Colloquio coi vecchi libri». Lettere editoriali (1942-1988), a cura di Roberto Cicala, con un testo di Cesare Segre e un'intervista di Mauro Bersani, presentazione di Guido Davico Bonino, Interlinea edizioni, Novara 2012 (“Biblioteca del Piemonte Orientale”, 22).
- Il bello e il vero. Petrarca, Contini e Tallone tra filologia e arte della stampa, con iconografia, lettere e testi di Gianfranco Contini, a cura di Roberto Cicala e Maria Villano, presentazione di Carlo Carena, Educatt, Milano 2012 (“Quaderni del Laboratorio di editoria”, 13).

### Antologie curate
- «Con la violenza, la pietà». Poesia e Resistenza, antologia di testi con un saggio di Franco Fortini, a cura di Roberto Cicala, Interlinea edizioni, Novara 1995 (“Biblioteca del Centro Novarese di Studi Letterari”, 11).
- I luoghi delle parole. Geografia letteraria del Piemonte: 2. Il Novarese. Pianura, laghi, monti, a cura di Roberto Cicala e Giovanni Tesio, introduzione di Giorgio Bárberi Squarotti, Centro Studi Piemontesi-Regione Piemonte, Torino 1998 (“I luoghi delle parole”, 2).
- Natale in poesia. Antologia dal IV al XX secolo, a cura di Roberto Cicala e Luciano Erba, Interlinea edizioni, Novara 2000 (“Nativitas”, 22); seconda edizione aggiornata con iconografia: ivi, 2006.
- Clemente Rebora, Il tuo Natale. Poesie, lettere, pagine di diario e inediti, a cura di Roberto Cicala e Valerio Rossi, con incisioni di Mauro Maulini, Interlinea edizioni, Novara 2005 (“Nativitas”, 41).
- Mario Soldati, Un sorso di Gattinara e altri racconti, a cura di Roberto Cicala e Giovanni Tesio, Interlinea edizioni, Novara 2006 (“Biblioteca del Piemonte Orientale”, 25).
- Sebastiano Vassalli, Improvvisi. 1998-2015, prefazione di Paolo di Stefano, Fondazione Corriere della Sera, Milano 2016  ("Le 'carte' del Corriere").